# 乔比·麦卡努夫
祖爾·約書亞·費特歷·戴夫·"祖比"·麥安拿夫（英語：Joel Joshua Frederick Dave "Jobi" McAnuff，1981年11月9日—）在英格蘭大倫敦恩菲爾德區的埃德蒙顿（Edmonton, London）出生，但選擇代表牙買加的]足球運動員，司職中場，現時效力英格蘭足球乙級聯賽球會奧連特，亦曾為牙買加國家隊上陣12次。

## 球員生涯

### 球會
溫布頓
韋斯咸
溫布頓
卡迪夫城
水晶宮
屈福特
2007年6月7日，麥安拿夫由水晶宮轉投英冠球會屈福特，轉會費金額175萬英鎊另外視乎表現再作增加，合約為期三年。
雷丁
2009年8月27日，麥安拿夫加盟英冠球會雷丁，轉會費沒有透露，合約為期三年。
2011年7月7日，麥安拿夫與雷丁續簽三年新合約，令其留隊至2014年夏季。續約後6日球會領隊白賴仁·麥達莫任命麥安拿夫為雷丁隊長。

## 榮譽
雷丁
- 英格蘭足球冠軍聯賽 冠軍：2011/12年；

## 外部連結
- 足球数据库：祖比·麥安拿夫的球员统计数据
- 屈福特官網簡歷
- 祖比·麥安拿夫個人官網